# Матасэ, Константин
Константин Матасэ (рум. Constantin Matasă, 18 января 1878, Рэпчунь, Нямц — 3 ноября 1971, Пьятра-Нямц) — румынский археолог-любитель, исследователь доисторических культур Румынии (в основном культуры Кукутень), по основному роду занятий — православный священник, теолог. В 1929 году опубликовал сочинение Calauza judetului Neamt, в 1938 году — Palatul Cnejilor, награждённое Румынской академией. Основатель (1934) и директор Археологического музея (ныне — Музей истории и археологии) в городе Пьятра-Нямц, которым он руководил последние четыре десятилетия своей жизни (1934—1971). Председатель местного и регионального бюро туризма в Пьятра-Нямц, президент «Ассоциации культурно-экономического воспитания крестьянства в долине Бистрица» (“Asociaţiei pentru ridicarea culturală şi economică a ţărănimii de pe Valea Bistriţei").

## Биография
Родился в коммуне Рэпчунь (Răpciuni, ныне — Чахлэу в жудеце Нямц, в семье православного священника. Учился в 1892—1900 гг. в семинарии «Вениамин Костаки» (Seminarul „Veniamin Costachi”) в Яссах и в 1900–1904 гг. на богословском факультете Бухарестского университета. Готовился к принятию священного сана в 1905—1915 гг. в монастыре Бистрица. Был в 1915—1948 гг. приходским священником Успенской церкви (Biserica Precista) в Пьятра-Нямц и протопопом в 1940—1945 гг. Будучи протопопом построил монументальную Успенскую церковь, освящённую в 1947 году
Был страстным археологом, обнаружил в жудеце Нямц десятки доисторических поселений, проводил раскопки в округе Нямц в десятках доисторических поселений, проводил археологические раскопки в Пьятра-Шоймулуй и Извоаре вместе с одним из самых выдающихся археологов Румынии профессором Раду Вульпе (Radu Vulpe, 1899—1982), самостоятельно проводил раскопки в Фрумушика в 1939—1940 гг., Тыргу-Окна-Подей в 1939—1940 гг. и 1956 году, в Дялул Вией). Проводил раскопки с коллективом исследователей из Института археологии «Василе Пырван», из Бухареста. Опубликовал многочисленные исследования, связанные с археологическими раскопками, краеведческими исследованиями, брошюры и статьи богословско-пастырского характера и другие сочинения.
Скончался 3 ноября 1971 года.